# Aljaževa ulica, Ljubljana
Aljaževa ulica je ena izmed cest v Spodnji Šiški (Mestna občina Ljubljana). 

## Poimenovanje
Ulica je bila uradno poimenovana 12. julija 1923 po glasbeniku Jakobu Aljažu; predhodno je bila poimenovana Planinska ulica.

## Urbanizem
Prične se na križišču s Celovško cesto, prečka Drenikovo ulico in se konča v križišču s Goriško cesto.